# Мэк, Эллисон
Эллисон Кристин Мэк (англ. Allison Christin Mack; род. 29 июля 1982, Прец, Германия) — американская актриса, наиболее известная по роли Хлои Салливан в телесериале «Тайны Смолвиля» (2001—2011).

## Ранние годы
Мэк родилась в Преце, Германия, в американской семье. Её отец, оперный певец Джонатан Мэк, работал в местной компании, и Эллисон провела свои первые годы там. Когда ей исполнилось два года, её семья переехала в Южную Калифорнию. У Мэк также есть старший брат Шеннон и младшая сестра Робин.

## Карьера
В возрасте четырёх лет она начала свою карьеру, снимаясь в рекламе шоколада. Когда ей было семь, Эллисон начала посещать класс актёрского мастерства и скоро стала работать в театре. Тогда же она впервые снялась в полнометражном фильме — это была шестая часть фильма «Полицейская академия», где у неё была эпизодическая роль маленькой девочки.
Эллисон также снималась в таких фильмах, как «Мой самый невероятный год», «Частный случай», «Вряд ли это ангел», и в популярном фильме «Дорогая, мы себя уменьшили».
Мэк покинула Лос-Анджелес и переехала в Ванкувер со своим приятелем, где впоследствии и получила роль Хлои Салливан в популярном телесериале «Тайны Смолвиля».

## Проблемы с законом и причастность к NXIVM
В 2010 году Мэк присоединилась к ванкуверскому филиалу организации NXIVM вместе с коллегой по сериалу «Тайны Смолвиля» Кристин Кройк. В статье журнала Forbes 2003 года NXIVM была описана как организация, устраивающая семинары по саморазвитию, в то время как критики называли её «культоподобной программой». Сооснователь филиала в Торонто покинул организацию в 2017 году, рассказав о ней изданию The New York Times.
Мэк была арестована ФБР в Нью-Йорке 20 апреля 2018 года по обвинению в сексуальной эксплуатации женщин и принуждении к труду. По данным следствия, после того, как Мэк привлекала женщин в организацию, она начинала их шантажировать, принуждая к сексуальным отношениям с основателем NXIVM Китом Раньером, за что получала от Раньера деньги. Мэк предположительно занимала одно из руководящих мест в NXIVM, следующее за Раньером. 24 апреля 2018 года Мэк была освобождена под залог в 5 миллионов долларов. По решению суда, она должна была находиться под домашним арестом в доме своих родителей в Калифорнии и ходить с электронным браслетом. Она обвинялась в привлечении женщин в программу «DOS» или «The Vow» — секс-культ NXIVM, позиционировавшийся как женские семинары по саморазвитию.
8 апреля 2019 года Мэк признала себя виновной в рэкете и сговоре. Приговор по делу Эллисон Мэк ожидался в сентябре 2019 года. Но 15 июля 2019 года старший окружной судья Николас Гарауфис (Nicholas Garaufis) решил отложить рассмотрение дела по существу на неопределённый срок, чтобы дать сотрудникам службы пробации время на завершение предварительного расследования. По совокупности обвинений ей грозит от 15 лет лишения свободы до пожизненного заключения.
По данным следствия, в феврале 2017 года Мэк вступила в брак с канадской актрисой Ники Клайн, также являющейся членом NXIVM, поскольку та не могла продлить свою визу для того, чтобы оставаться в США. В декабре 2020 года Эллисон подала на развод.
30 июня 2021 Эллисон Мэк была осуждена на 3 года тюрьмы за вербовку женщин в организацию и за другие преступления. Перед вынесением приговора она принесла извинения жертвам NXIVM
3 июля 2023 года Эллисон Мэк досрочно освободили из тюрьмы. Она отсидела 21 месяц из назначенного ранее трёхлетнего срока. Причины досрочного освобождения на данный момент остаются неизвестными.

## Фильмография
| Год       |     | Русское название                      | Оригинальное название                         | Роль                 |
| --------- | --- | ------------------------------------- | --------------------------------------------- | -------------------- |
| 1989      | тф  | Я знаю, что моё имя Стивен            | I Know My First Name Is Steven                | Нэтти                |
| 1989      | ф   | Полицейская академия 6: Город в осаде | Police Academy 6: City Under Siege            | маленькая девочка    |
| 1990      | тф  | Shangri-La Plaza                      | Shangri-La Plaza                              | Дженни               |
| 1990      | с   | Пустое гнездо                         | Empty Nest                                    | Глория               |
| 1991      | тф  |                                       | Living a Lie                                  | Стелла               |
| 1991      | тф  | Прекрасная невеста                    | The Perfect Bride                             | маленькая Стефани    |
| 1991      | тф  | Арлина и Кимберли                     | Switched at Birth                             | Нормия Твигг         |
| 1992      | тф  |                                       | A Message from Holly                          | Айда                 |
| 1992      | тф  | Частный случай                        | A Private Matter                              | Терри Финкбайн       |
| 1992—1993 | с   | Вечерняя тень                         | Evening Shade                                 | Джулия               |
| 1993      | тф  | Отчаянное правосудие                  | A Mother's Revenge                            | Уэнди Сандерс        |
| 1993      | ф   | Ночные глаза 3                        | Night Eyes Three                              | Натали               |
| 1994      | ф   | Коси газон!                           | No Dessert, Dad, Till You Mow the Lawn        | Моника Кочран        |
| 1994      | ф   | Затерянный лагерь                     | Camp Nowhere                                  | Хизер                |
| 1995      | тф  | Папа, ангел и я                       | Dad, the Angel & Me                           | Андреа               |
| 1995      | с   |                                       | Sweet Justice                                 | Джессика             |
| 1996      | тф  | Вряд ли это ангел                     | Unlikely Angel                                | Сара Бартилсон       |
| 1996      | тф  |                                       | The Care and Handling of Roses                | Бесс Таунсенд        |
| 1996      | тф  |                                       | Stolen Memories: Secrets from the Rose Garden | Кэти                 |
| 1997—1998 | с   | Хиллер и Диллер                       | Hiller and Diller                             | Брук                 |
| 1997      | в   | Дорогая, мы себя уменьшили            | Honey, We Shrunk Ourselves                    | Дженни Залински      |
| 1998      | с   | Седьмое небо                          | 7th Heaven                                    | Николь Джакоб        |
| 1999      | с   | Провиденс                             | Providence                                    | Алиша                |
| 2000      | с   | Противоположный пол                   | Opposite Sex                                  | Алиша                |
| 2001      | с   |                                       | Kate Brasher                                  | Джорджия             |
| 2001      | тф  | Мой самый невероятный год             | My Horrible Year!                             | Никола «Ник» Фолкнер |
| 2002      | с   |                                       | The Nightmare Room                            | Шарлотта Скотт       |
| 2003—2004 | с   |                                       | Smallville: Chloe Chronicles                  | Хлоя Салливан        |
| 2006      | с   |                                       | Smallville: Vengeance Chronicles              | Хлоя Салливан        |
| 2006      | мф  | Гроза муравьёв                        | The Ant Bully                                 | Тиффани Никл         |
| 2006      | мс  | Бэтмен                                | The Batman                                    | Кли                  |
| 2008      | кор |                                       | Alice & Huck                                  | Элис                 |
| 2008      | ф   |                                       | железный человек                              | репортёр             |
| 2009      | ф   | Ты                                    | You                                           | Элис                 |
| 2009      | кор |                                       | Frog                                          | Она                  |
| 2009      | мф  |                                       | Superman/Batman: Public Enemies               | Power Girl           |
| 2010      | с   | Риз: Падение королевства              | Riese                                         | Марлиз               |
| 2010      | с   |                                       | Dirty Little Secret                           | Лорен                |
| 2001—2011 | с   | Тайны Смолвиля                        | Smallville                                    | Хлоя Салливан        |
| 2011      | ф   |                                       | Marilyn                                       | Мэрилин              |
| 2012—2014 | с   | Уилфред                               | Wilfred                                       | Аманда               |
| 2015      | с   | Последователи                         | The Following                                 | Хиллари              |
| 2015      | с   | Американская одиссея                  | American Odyssey                              | Джулия               |
| 2017      | мс  | Затерянные в стране Оз                | Lost in Oz                                    | Эвелин Гейл          |

## Награды и номинации
К настоящему времени Эллисон Мэк имеет 2 награды и ещё 6 номинаций, оставшихся без победы, в области кино. Ниже перечислены основные награды.

### Номинации
- Премия «Сатурн»
  - 2007 — Лучшая актриса второго плана телесериала, за телесериал «Тайны Смолвиля»
  - 2006 — Лучшая актриса второго плана телесериала, за телесериал «Тайны Смолвиля»